# Love Don't Cost a Thing
Love Don't Cost A Thing (Láska nic nestojí) je první singl z druhého alba Jennifer López nazvaného J. Lo.
Píseň se stala ve světě velice úspěšnou a její španělská verze nazvaná Amor Se Paga Con Amor se dočkala ocenění i v zemích Latinské Ameriky.
Text písně směřuje k různým typům lidí jak k chudým tak k bohatým, se kterými si zahrávají jejich vlastní i platonické city.

## Umístění ve světě
| Prodejnost | Počet     |
| ---------- | --------- |
| Celkem     | 1,000,000 |

| Hitparáda (2001)        | Hitparáda   |
| ----------------------- | ----------- |
| USA – Billboard Hot 100 | 3           |
| MTV                     | 1 (8 týdnů) |
| Austrálie               | 4           |
| Kanada                  | 1 (3 týdny) |
| Nizozemsko              | 1 (2 týdny) |
| Mexiko                  | 1 (2 týdny) |
| Švýcarsko               | 2           |
| Velká Británie          | 1 (2 týdny) |
| Světová hitparáda       | 1 (7 týdnů) |

| Prodejnost | Počet     |
| ---------- | --------- |
| Celkem     | 2,700,000 |

## Úryvek textu
You think you gotta keep me iced
You know
You think I'm gonna spend your cash
I won't
Even if you were broke
My love don't cost a thing
Think I wanna drive your Benz
I don't
If I wanna floss I've got my own
Even if you were broke
My love don't cost a thing